# Чириков, Михаил Николаевич
Михаил Николаевич Чириков (род. 1967) — профессор, д.м.н., директор клиники и поликлиники акушерства и перинатальной медицины (нем.)Галле-Виттенбергский университет имени Мартина Лютера, г. Галле (ФРГ).
Автор инноваций в сфере пренатальной диагностики и фетальной хирургии. Вице-президент Немецко-Российской ассоциации акушерства и гинекологии (DRAGG), директор Prenatal International GmbH.

## Биография
Родился в городе Торжке в 1967 году.

### Образование
- Государственный медицинский институт, г. Калинин, Россия.
- Первый государственный медицинский институт им. Павлова, Санкт-Петербург.
- Аспирантура в Научно-исследовательском институте акушерства и гинекологии им. Д. О. Отта Российской академии медицинских наук.
- Научная степень кандидата медицинских наук.
- Аспирантура в Гамбургском университете, экзаменация на врача акушера-гинеколога.
- Научная степень доктора медицинских наук при университетской клинике акушерства и гинекологии Гамбургского университета.

### Преподавательская деятельность
- Ассистент на кафедре акушерства и гинекологии в государственном институте им. Павлова, Санкт-Петербург.
- Ассистент на кафедре акушерства и гинекологии Университета Гамбурга, ФРГ.
- Доцент на кафедре акушерства и гинекологии Университета Гамбурга, ФРГ.
- Приват-доцент, ведущий научный сотрудник, заведующий организацией научной и преподавательской деятельности на кафедре акушерства и гинекологии Университета Гамбурга, ФРГ.
- Профессор кафедры акушерства, гинекологии и перинатальной медицины в университетской клинике Иоханнес-Гутенберг Университет, г. Майнц, ФРГ.
- Профессор кафедры акушерства, гинекологии и перинатальной медицины в университетской клинике акушерства и пренатальной медицины Университета Галле-Виттенберг имени Мартина Лютера в городе Галле (Заале),Германия,

### Трудовая деятельность
- Главврач, приват-доцент, заведующий отделением в университетской клинике акушерства и перинатальной медицины г. Гамбург, (ФРГ).
- Главврач университетской клиники акушерства и перинатальной медицины г. Гамбург, (ФРГ) в области науки и образования.
- Ведущий главный врач Клиники и Поликлиники акушерства и гинекологии Иоханнес Гутенберг-Университета г. Майнц, ФРГ.
- Директор Университетской Клиники и Поликлиники Акушерства и пренатальной медицины, директор центра Фетальной хирургии, директор перинатального центра Университета Галле-Виттенберг имени Мартина Лютера в городе Галле (Заале),Германия, Universitätsklinikum Halle (Saale)Universitätsklinik und Poliklinik für Geburtshilfe und Reproduktionsmedizin Halle (Saale), Germany (нем.)

### Семья
Женат, десять детей (семь мальчиков и три девочки).

## Публикации
- Tchirikov M, Zhumadilov Z, Winarno AS, Haase R, Buchmann J.

Treatment of Preterm Premature Rupture of Membranes with Oligo-/Anhydramnion Colonized by Multiresistant Bacteria with Continuous Amnioinfusion and Antibiotic Administrations through a Subcutaneously Implanted Intrauterine Port System: A Case Report.
Fetal Diagn Ther. 2015 Oct 9. [Epub ahead of print] (англ.)
- Tchirikov M, Oshovskyy V, Steetskamp J, Thäle V.

Neonatal outcome following long-distance air travel for fetoscopic laser coagulation treatment of twin-to-twin transfusion syndrome.
Int J Gynaecol Obstet. 2012 Jun;117(3):260-3. Epub 2012 Mar 22. (англ.)Impact factor: 1.41
- Tchirikov M, Oshovskyy V, Steetskamp J, Falkert A, Huber G, Entezami M.

Neonatal outcome using ultrathin fetoscope for laser coagulation in twin-to-twin-transfusion syndrome
J Perinat Med. 2011 Nov;39(6):725-30. Epub 2011 Aug 26. (англ.)Impact factor: 1.74
- Tchirikov M, Gatopoulos G, Steetskamp J, Heinrich UR, Brieger J, Heidner K, Koelbl H.

A 29-gauge atraumatic needle for amniocentesis
J Perinat Med. 2011 Jul;39(4):431-5. Epub 2011 May 31. (англ.) Impact factor: 1.7
- Tchirikov M, Tchirikov M, Buchert R, Wilke F, Brenner W.

Glucose uptake in the placenta, fetal brain, heart and liver related to blood flow redistribution during acute hypoxia.
J Obstet Gynaecol Res. 2011 Aug;37(8):979-85. doi: 10.1111/j.1447-0756.2010.01468.x. Epub 2011 Apr 4. (англ.)
- Tchirikov M

Monochorionic twin pregnancy: screening, pathogenesis of complications and management in the era of microinvasive fetal surgery.
J Perinat Med. 2010 Sep;38(5):451-9. (англ.) Impact factor: 1.7
- Tchirikov M, Kharkevich O, Steetskamp J, Beluga M, Strohner M.

Treatment of Growth-Restricted Human Fetuses with Amino Acids and Glucose Supplementation through a Chronic Fetal Intravascular Perinatal Port System.
Eur Surg Res. 2010;20;45(1):45-49. (англ.) Impact factor: 1
- Tchirikov M, Merinsky A, Strohner M, Bonin M, Beyer V, Haaf T, Bartsch O.

Prenatal diagnosis of trisomy
7q11.22→qter. Am J Med Genet 2010 152A(3):721-5 (англ.) Impact factor: 2.063
- Tchirikov M, Strohner M, Popovic S, Hecher K, Schröder H J.

Cardiac output following fetoscopic coagulation of major umbilical vessels in fetal sheep.
Ultrasound Obstet Gynecol 2008;32:917-922. (англ.) Impact factor: 2.288
- Tchirikov M, Steetskamp J, Hohmann M, Koelbl H.

Long-term amnioinfusion through a subcutaneously implanted amniotic fluid replacement port system for treatment of PPROM in humans.
Eur J Obstet Gynecol Reprod Biol. 2010 Sep;152(1):30-3. Epub 2010 May 21. (англ.) Impact factor: 1.9
- Tchirikov M, Gatopoulos G, Strohner M, Puhl A, Steetskamp J.

Two new approaches in intrauterine tracheal occlusion using an ultrathin fetoscope.
Laryngoscope. 2010 Feb;120(2):394-8. (англ.) Impact factor: 1.736
- M. Tchirikov

Successful tracheal occlusion using ultrathin fetoscopic equipment combined with real-time three-dimensional ultrasound
Eur Surg Res. 2009;43(2):204-7. Epub 2009 Jun 10. (англ.)
- Kohlschütter B, Ellerbrok M, Merkel M, Tchirikov M, Zschocke J, Santer R, Ullrich K.

Phenylalanine tolerance in three phenylketonuric women pregnant with fetuses of different genetic PKU status
J Inherit Metab Dis. 2009 Feb 7 (недоступная ссылка) (англ.)
- Tchirikov M, Strohner M, Förster D, Hüneke B.

A combination of umbilical artery PI and normalized blood flow volume in the umbilical vein: Venous-arterial index for the prediction of fetal outcome.
Eur J Obstet Gynecol Reprod Biol. 2009 Feb;142(2):129-33. Epub 2009 Jan 10. (англ.)Impact factor: 1.97
- Huber A, Baschat AA, Bregenzer T, Diemert A, Tchirikov M, Hackelöer BJ, Hecher K.

Laser coagulation of placental anastomoses with a 30 degrees fetoscope in severe mid-trimester twin-twin transfusion syndrome with anterior placenta.
Ultrasound Obstet Gynecol. 2008 Apr;31(4):412-6. (англ.) Impact factor: 2.288
- Trappe HJ, Tchirikov M.

Cardiac arrhythmias in the pregnant woman and the fetus.
Internist 2008;49(7):788-98. (недоступная ссылка) (англ.)Impact factor: 0.277
- Tchirikov M.

Dilation of the ductus venosus by stent implantation increases placental blood perfusion in fetal sheep
AMERICAN JOURNAL OF OBSTETRICS AND GYNECOLOGY.2008 ISSN 0002-9378Impact factor: 3,28
- M. Tchirikov, M. Schreckenberger, M. Strohner, C. Interthal, A. Puhl, H. G. Buchholz, A. Scholz, K. Hecher

Fetal positron emission tomography during acute hypoxia and after fetoscopic coagulation of major placental vessels
ULTRASOUND IN OBSTETRICS AND GYNECOLOGY, 2007, VOL 30; NUMBER 4, pages 435—436 ,ISSN 0960-7692 Impact factor: 3.15
- Schröder HJ, Tchirikov M.

A «top-down-approach» to insert catheters into the circulation of fetal sheep using ultrasound B-scan.
Am J Obstet Gynecol. 2006 Jul;195(1):302-3. Epub 2006 Apr 21. (англ.)Impact factor: 3.28
- Tchirikov M, Schröder HJ, Hecher K.

Ductus venosus shunting in the fetal venous circulation: regulatory mechanisms, diagnostic methods and medical importance.
Ultrasound Obstet Gynecol. 2006 Apr;27(4):452-61. (англ.)
- Schröder H.J, Rybakowski C, Eisermann K, Tchirikov M, Ostermann S.

Unloading of baroreceptors by carotid occlusion does not increase heart rate in fetal sheep.
European Journal of Obstetrics & Gynecology and Reproductive Biology,2000. (англ.) Impact factor: 1.273

## Изобретения
- (EP2489408) Amino acid compound and use of same for treating intrauterine growth restriction (IUGR) and for parenteral feeding of extremely premature infants

 (англ.)
- (WO/2012/095281) Amino acid compound and use of same for treating intrauterine growth restriction (IUGR) and for parenteral feeding of extremely premature infants

 (англ.)
- (WO2012093087) Hypotonic aqueous composition with reduced chloride content, with or without phospholipids

 (англ.)
- (WO/2011/154128) A ballon catheter system for draining fluids from hollow organs, body cavities or cysts and/or for supplying medication

 (англ.)
- (WO/2011/137978)Ballon catheter system for sealing punkture points in body cavities, hollow organs or in percutaneous systems in mammals

 (англ.)

## Достижения
- 1990—1992 — Ленинская стипендия Российской академии наук, г. Санкт-Петербург, Россия[источник не указан 4818 дней].
- 1994—1995 — Исследовательский Грант SOROS Foundation IK 8000 США[источник не указан 4818 дней].
- 1995—1996 — Стипендия ДААД (ФРГ)[источник не указан 4818 дней].
- 2000, октябрь — 1-е место за лучшую научную работу, присуждённое на 14 международном Трофобласт—конгрессе (США)[источник не указан 4818 дней].
- 2003, март — Премия им. Хаакерт в области перинатальной медицины. Присуждённая на конгрессе немецкой академии гинекологов г. Дюссельдорф, (ФРГ)[источник не указан 4818 дней].